# Sonia Alomis

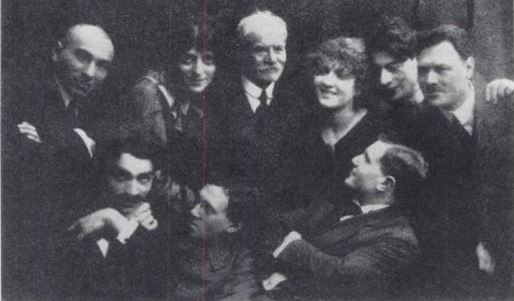
Sonia Alomis in der Wilnaer Truppe (vierte von rechts, 1918/19)

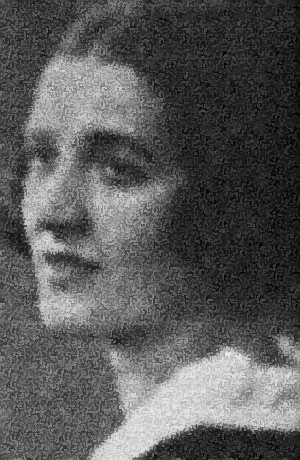
Sonia Alomis

Sonia Alomis, geborene Sonia Lubotski (* 3. Märzjul. / 15. März 1896greg. in Vilnius, Russisches Kaiserreich; † 1. Dezember 1976 in Forest Hills, New York City, New York, Vereinigte Staaten) war eine polnisch-amerikanische Theaterschauspielerin.

## Leben
Alomis wurde als Sonia Lubotski in Vilnius geboren, wo ihre Mutter ein Restaurant betrieb. Sie besuchte das jiddischsprachige Sofia Markowna Gurewitsch-Gymnasium. 
Sie war ab 1918 mit dem Theater- und Filmschauspieler Alexander Asro (Orliuk) verheiratet, mit dem sie zusammen Mitte 1923 in die USA auswanderte. Über Chicago und Los Angeles gingen sie nach New York.
1926 wurde ihr Mann Theaterdirektor in New York. Zwischen 1929 und 1935 waren sie zusammen auf einer Europatournee und wurden 1929 eingebürgert. Sie hatten ein Kind.
Sie lebte zuletzt in Forest Hills in New York, wo sie auch starb. Walter Sickert zeichnete sie um 1922 in ihrer Rolle im Dybuk.

## Rezeption
Carl Einstein schrieb über sie am 1. November 1921 in einem Brief an Moise Kisling: 

„Gestern abend war ich in einem jüdischen Theater: Schauspieler aus Wilna. Das war großartig. Sie spielen derzeit Sachen von Perez etc. Sachen von den Chassidim. Darüber werden sie sicher schon Romane der Brüder Tharaut gelesen haben, die würde ich auch gerne mal lesen. Welch wohlgestaltetes Volk, diese Juden. Und sie spielen gut. Sie haben eine ausgezeichnete Schauspielerin, Sonja Alonnis. Sie wollen auch Vorstellungen in Paris geben. Kann man ihnen helfen? Das lohnt sich. Ich werde ein wenig in diesem Milieu der jüdischen Schauspieler leben – mit dieser Alonnis zu schlafen, das lohnt sich.“

„… der besondere Klang, mit dem »Vater« und »Mutter« wie ein Mysterium gesagt wird; jüdisch die rassige Fremdartigkeit der Sonia Alomis, die eine Kokette in Lumpen über die Szene wirbelt; jüdisch vielleicht die Virtuosität, mit der fast alle …“